# Andrew Sommese
Andrew John Sommese (* 3. Mai 1948 in New York City) ist ein US-amerikanischer Mathematiker, der sich mit Algebraischer Geometrie befasst.
Sommese studierte an der Fordham University mit dem Bachelor-Abschluss 1969 und wurde 1973 an der Princeton University bei Phillip Griffiths promoviert (Algebraic properties of the period mapping). Als Post-Doktorand war er 1973 bis 1975 Gibbs Instructor an der Yale University und 1975/76 am Institute for Advanced Study. 1975 wurde er Assistant Professor an der Cornell University, 1979 Associate Professor und 1983 Professor an der University of Notre Dame. Dort stand er von 1988 bis 1992 der Mathematikfakultät vor und von 1987 bis 1992 war er dort Ko-Direktor des Center for Applied Mathematics. Seit 1994 ist er dort Duncan Professor für Mathematik.
Sommese befasst sich mit numerischer algebraischer Geometrie (Lösung von Polynom-Gleichungssystemen) mit Anwendungen z. B. in der Robotik. Dafür entwickelte er mit anderen Software (wie Bertini) und Cluster-Rechner. Außerdem befasst er sich mit der Numerik nichtlinearer Differentialgleichungssysteme.
Er war unter anderem Gastprofessor an der Universität Göttingen (1977) und der Universität Bonn (1978/79) und Gastwissenschaftler am Max-Planck-Institut für Mathematik in Bonn.
1993 erhielt er den Humboldt-Forschungspreis. 1979 war er Sloan Research Fellow. Von 1986 bis 1993 war er Herausgeber von Manuscripta Mathematica und seit 2000 der Advances in Geometry. Er ist Fellow der American Mathematical Society.
Zu seinen Doktoranden gehören Mark Andrea de Cataldo und Jaroslaw Wisniewski.

## Schriften
- mit Charles Wampler: Numerical solution of polynomial systems arising in engineering and science, World Scientific 2005
- Herausgeber mit Alicia Dickenstein; Frank-Olaf Schreyer: Algorithms in Algebraic Geometry, Springer Verlag 2008
- mit Mauro Beltrametti: The adjunction theory of complex projective varieties, De Gruyter 1995
- mit Bernard Shiffman: Vanishing theorems on complex manifolds, Progress in Mathematics 56, Birkhäuser Verlag 1985